# Olaudah Equiano
Olaudah Equiano (Igbo-Ukwu, körülbelül 1745 – Middlesex, 1797. március 31.), életében Gustavus Vassa néven vált ismertté, kiemelkedő afrikai születésű londoni, felszabadított rabszolga, aki támogatta a rabszolgák felszabadítását célzó brit mozgalmat. The Interesting Narrative című könyve szerepel az 1001 könyv, amit el kell olvasnod, mielőtt meghalsz irodalomkritikai könyvben. 2017. október 16-án, születésének 272. évfordulója alkalmából Google doodle emlékezett meg Olaudah Equianoról.